# Locomobile

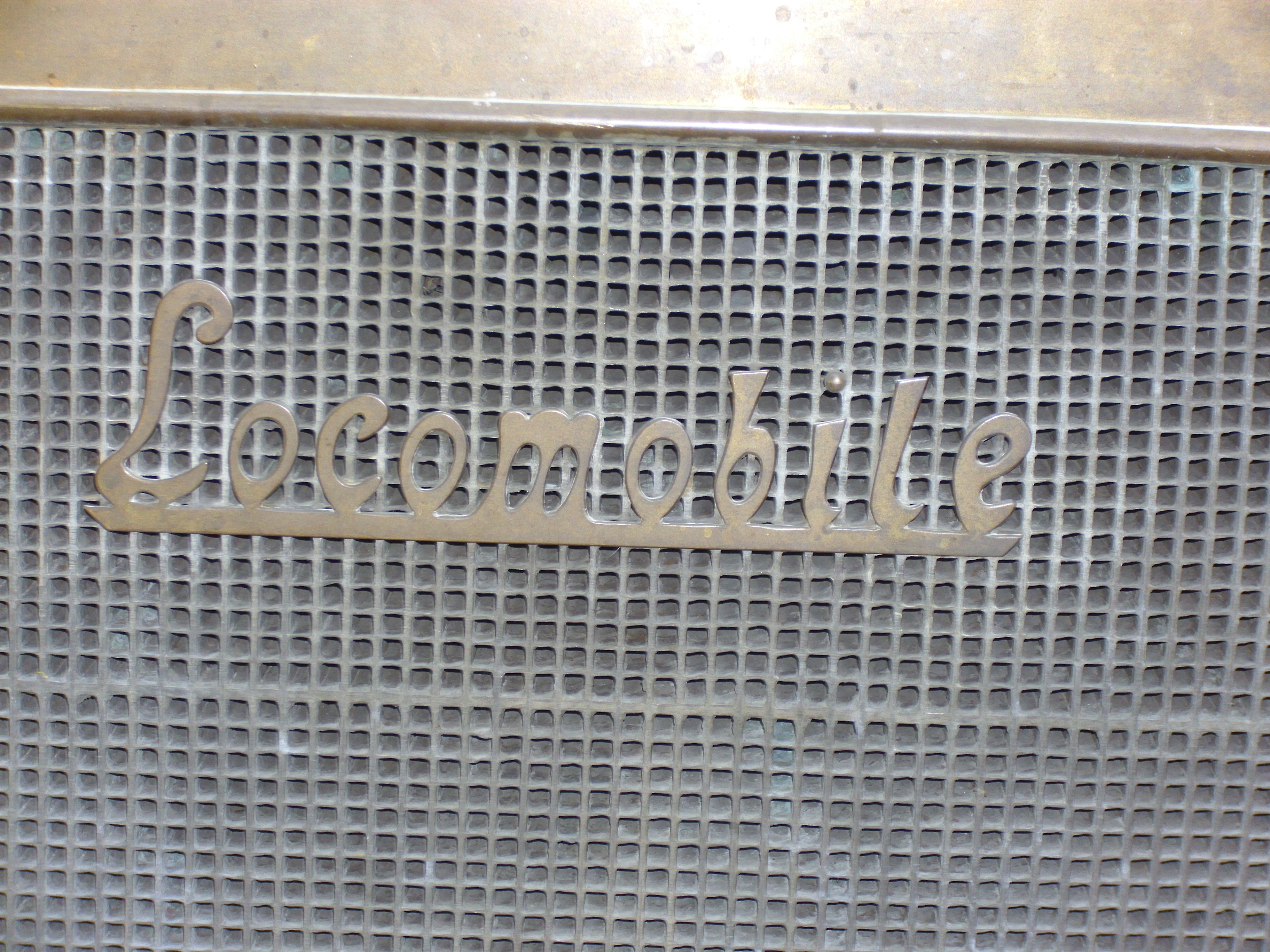
Schriftzug an der Fahrzeugfront

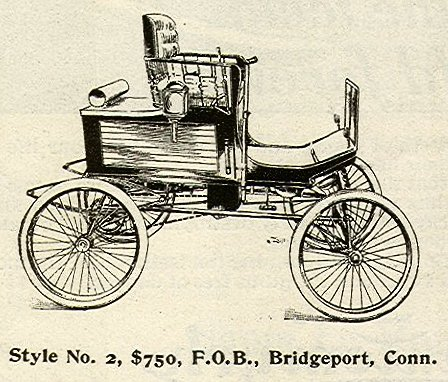
Dampfgetriebenes Locomobile, von einer Werbeschrift im Januar 1901

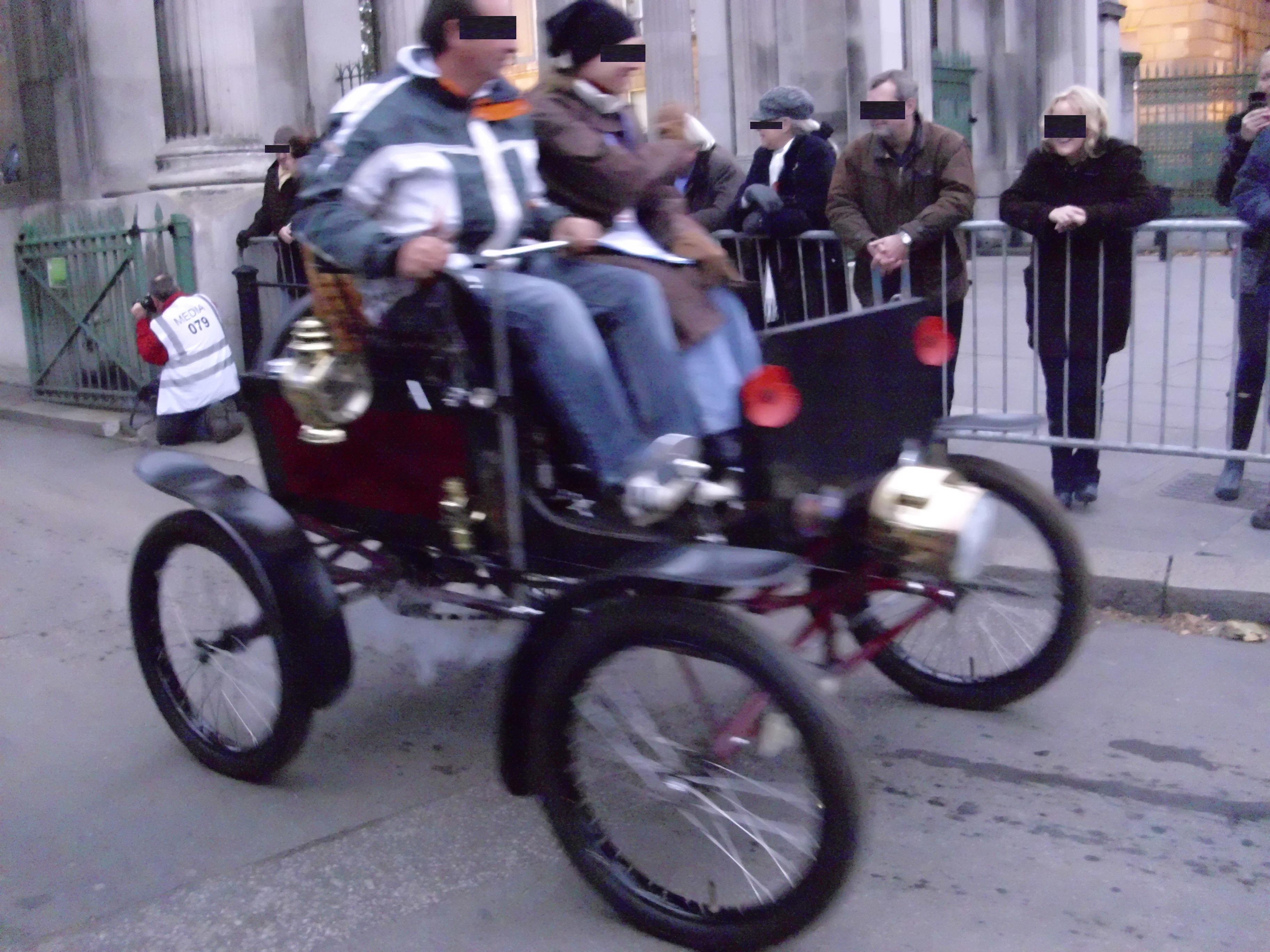
Locomobile von 1901

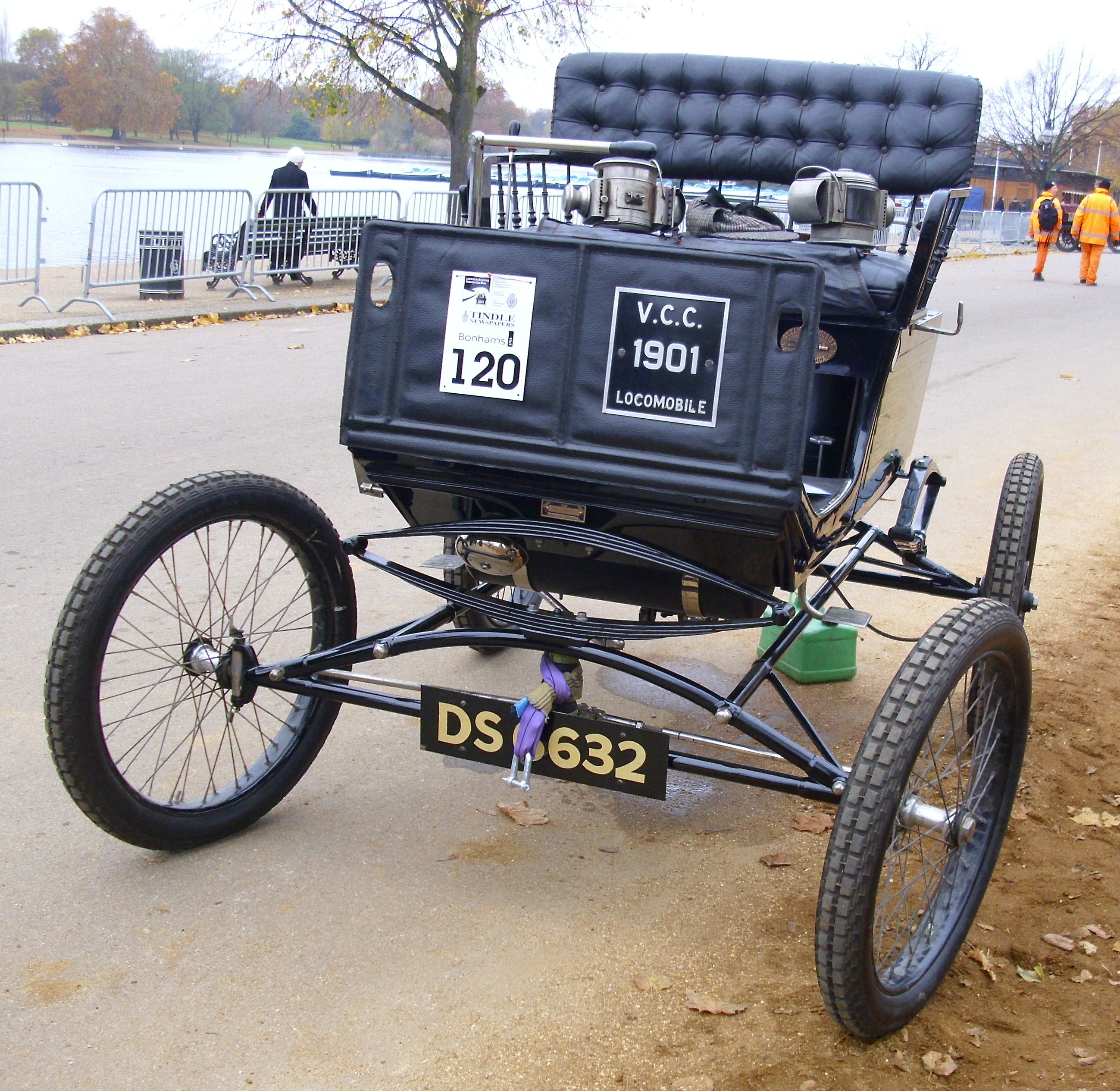
Locomobile von 1901

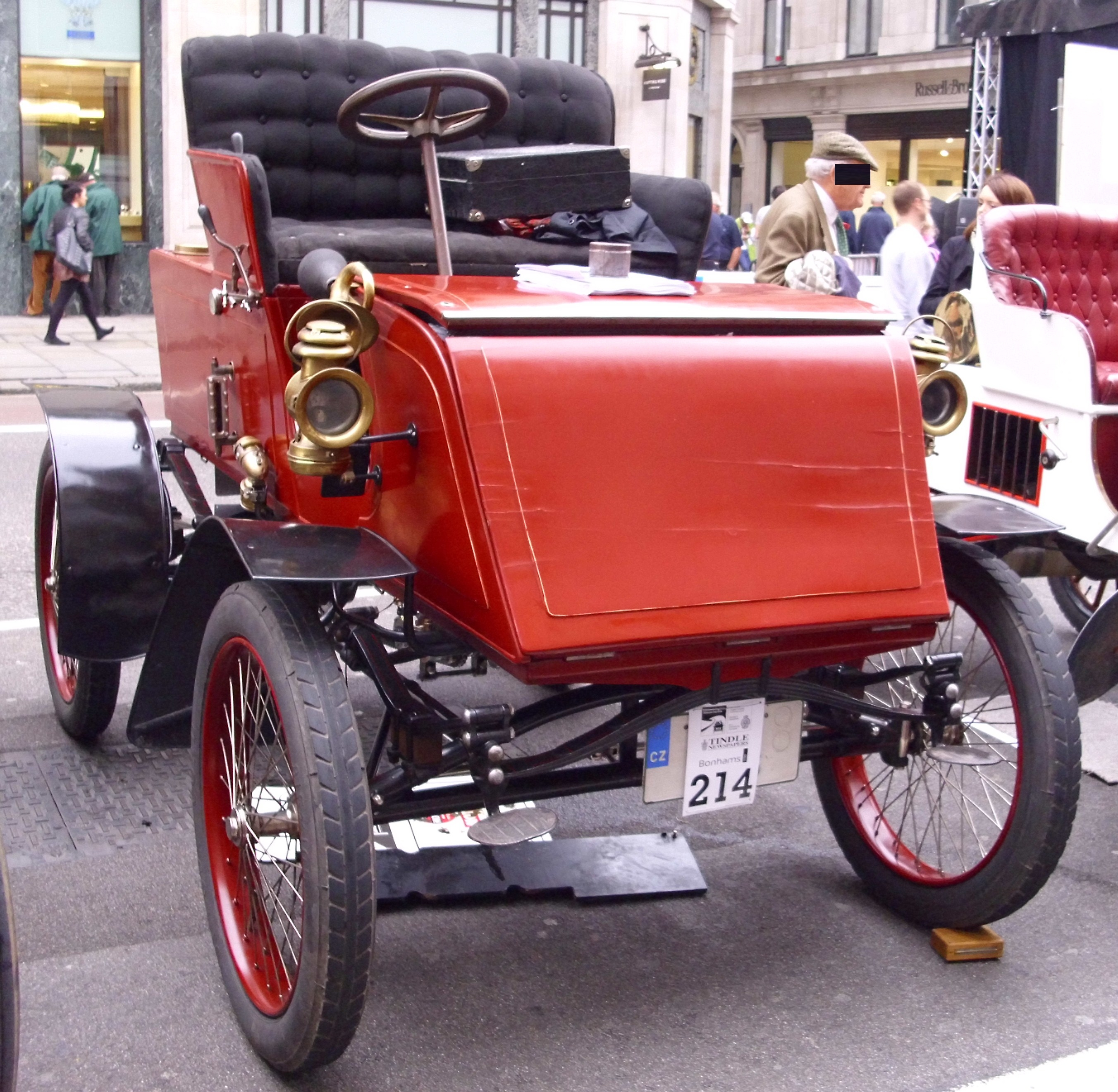
Locomobile von 1902

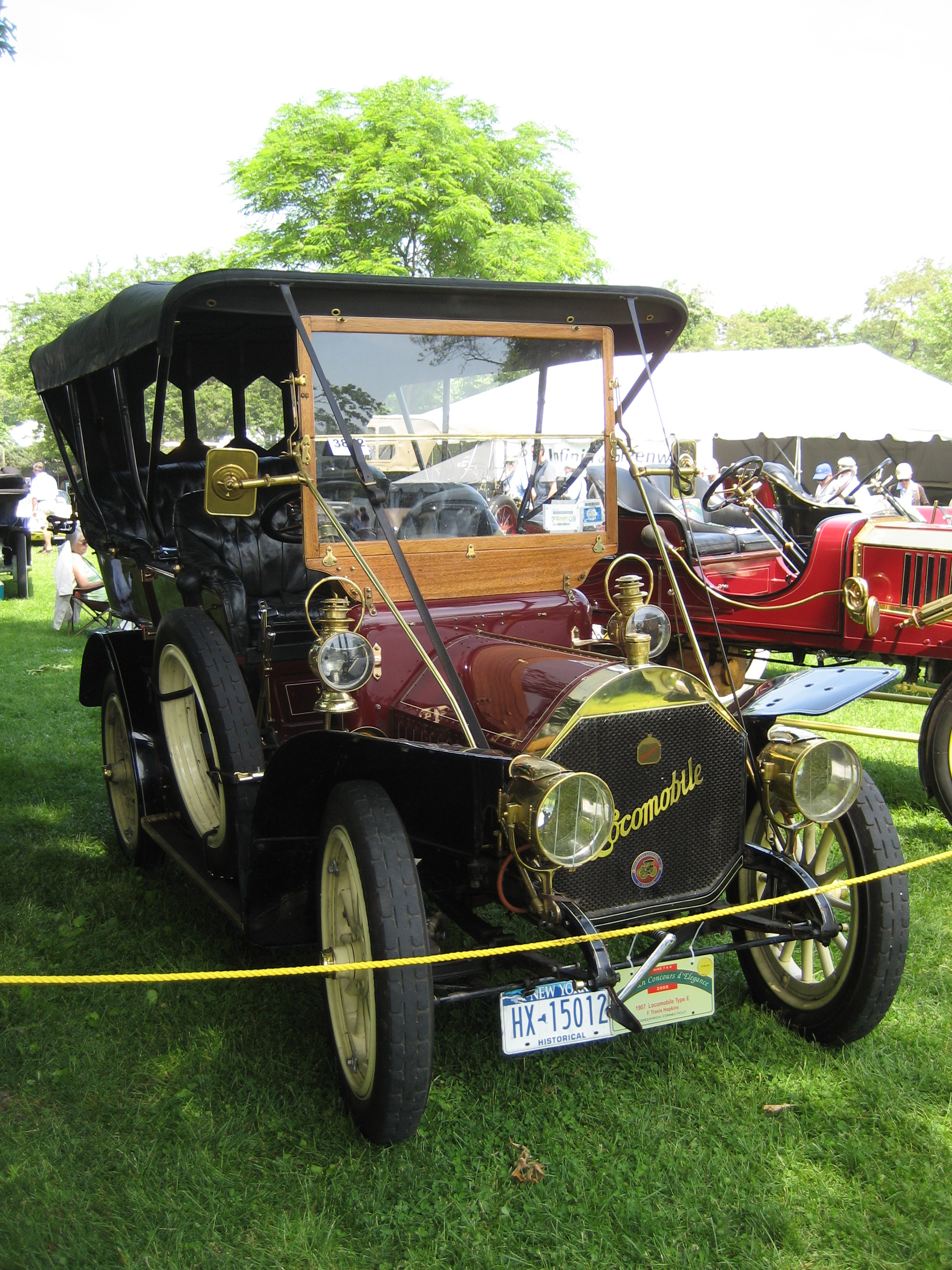
Locomobile Modell E Touring von 1907

Die Locomobile Company of America war ein Automobilhersteller in den Vereinigten Staaten, der von 1899 bis 1929 Personenkraftwagen unter dem Markennamen Locomobile herstellte.

## Geschichte
Die Locomobile Company of America wurde 1899 in Watertown in Massachusetts gegründet, wobei der Name aus Lokomotive und Automobil zusammengesetzt wurde. John B. Walker kaufte die Pläne eines frühen von Francis und Freelan Stanley gefertigten Fahrzeugs für 250.000 US-Dollar (nur ein Wagen war bereits gebaut, aber 199 weitere waren bestellt), wobei er die Hälfte sofort an den Straßenbauunternehmer Amzi L. Barber weiterveräußerte. Die Partnerschaft dauerte nur 14 Tage; Walker gründete die Mobile Company of America auf dem Gelände der Stanley-Werke in Tarrytown (New York). Die Stanley-Brüder wurden zu Direktoren von Locomobile ernannt. Daher zog Barber nach Bridgeport in Connecticut um.
Locomobile begann mit der Fertigung von Dampfwagen. Die Dampf-Locomobiles waren unzuverlässig, schwierig zu bedienen, leicht entzündlich, hatten wegen kleiner Wassertanks nur eine Reichweite von ca. 32 km und mussten lange angeheizt werden. Rudyard Kipling beschrieb so ein Fahrzeug als „vernickelten Betrug“. Trotzdem kaufte die amerikanische Mittelschicht diese neue Technologie. Vertreter, Ärzte und andere Leute, die schnell reisen wollten, fanden dieses Fahrzeug nützlich. Von 1899 bis 1902 wurden über 4000 Exemplare gebaut. Die meisten hatten einfache Zweizylindermaschinen mit 927 cm³ Hubraum und einen drahtumwickelten Hochdruckkessel, der mit Naphtha beheizt wurde. Typisch für die Locomobile-Produkte war der Runabout von 1904 mit zwei Sitzplätzen, der 850 Dollar kostete. Die Zweizylinder-Dampfmaschine war in der Mitte des Holzrahmen-Fahrzeugs eingebaut.
Während des Burenkrieges wurden Locomobile-Fahrzeuge von den Briten als erste Autos in einem Krieg eingesetzt. Sie dienten als Generator-, Beleuchtungs- und Küchenfahrzeug und hatten den Vorteil, dass man aus dem Kesselwasser eine Tasse Tee aufgießen konnte.
Locomobile begann 1902 Benzinmotoren zu entwickeln. Es wurde als erstes ein Vierzylindermodell mit Stahlrahmen gebaut, das von Andrew L. Riker konstruiert worden war. Die Versuche waren so überzeugend, dass Locomobile im folgenden Jahr die Produktion von Dampfwagen einstellte und die Rechte den Stanley-Brüdern für 20.000 Dollar zurückgab.
Der Locomobile-Tourenwagen von 1904 bot Platz für 5 Passagiere und kostete 4500 Dollar. Der vorn im Wagen eingebaute wassergekühlte Vierzylinder-Reihenmotor leistete 16 bhp (11,8 kW) und besaß wie die Konkurrenten ein Dreigang-Stirnradgetriebe mit Kupplungsbremse zum zügigen Schalten der unsynchronisierten Gänge. Der Wagen mit Winkeleisenrahmen wog 998 kg.

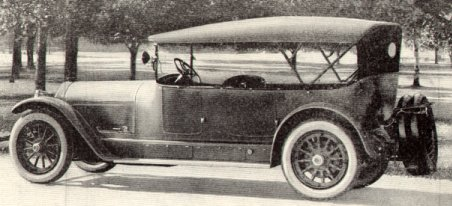
Locomobile Modell 48, Tourenwagen mit 7 Sitzen, aus einer Werbeschrift (1920)

Wie andere frühe Automobilhersteller beteiligte sich auch Locomobile an Autorennen, z. B. am Gordon-Bennett-Cup 1905 mit einem 17,7-l-Rennwagen. Mit Getriebeschaden und ohne Ersatzteile schaffte Rennfahrer Joe Tracy nur zwei Runden auf dem Auvergne-Ring, bevor das Getriebe komplett auseinanderfiel. Besser erging es Tracy beim Vanderbilt Cup im gleichen Jahr, wo er Dritter wurde. Beim Vanderbilt Cup 1906 schied Tracys Locomobile mit seitengesteuertem 16,2-l-Motor wegen Reifenschadens aus, aber 1908 gewann George Robertson in diesem Wagen die Veranstaltung vor seinem Markenkollegen Joe Florida auf dem dritten Platz. Damit war der Locomobile das erste amerikanische Auto, das ein internationales Rennen gewann. Obwohl Orin Davis 1913 das Rennen Los Angeles – Phoenix gewann, zog sich Locomobile bald aus dem Renngeschehen zurück.
Dank der Rennerfolge hatte sich Locomobile einen guten Ruf für zuverlässige und schnelle Luxuswagen erworben. Der Locomobile 40 Runabout war ein Zweisitzer mit 60 bhp (44 kW) Leistung und kostete 4750 Dollar (heute ein Gegenwert von etwa 85.000 Euro). Die Industriellenwitwe Harriet White Fisher umrundete von Juli 1909 bis August 1910 mit einem Locomobile als erste Frau die Erde.
Von 1912 bis 1916 entstanden Lastkraftwagen. Von 1916 bis 1921 wurde dafür der Markenname Riker verwendet.
Von 1919 bis 1921 gehörte das Unternehmen zum Konzern Hare’s Motors.
1922 wurde Locomobile von Durant Motors aufgekauft, die den Markennamen Locomobile für ihre Spitzenprodukte noch bis 1929 nutzten.

## Locomobile in der Literatur
In dem Mitte der 1920er-Jahre spielenden Roman The Power of the Dog (1967) von Thomas Savage wird das Locomobile von Protagonist Peter Gordon höher als der Pierce-Arrow eingeschätzt: „Dies waren die Fahrzeuge der Reichen und Mächtigen, und er wusste, dass nur das Locomobile (u. a. von General Pershing bevorzugt) dem Pierce Paroli bieten konnte.“
In Clive Cusslers Novelle von 2007, The Chase, kommt ein Locomobile von 1905 vor.
In Dashiell Hammetts Mysteriengeschichte von 1925, Scorched Face, fuhren die reichen Mädchen, die der „Continental Op“ suchte, ein Locomobile „mit besonderer Cabriolet-Karosserie“, als sie verschwanden.

## Pkw-Modelle
| Modell             | Bauzeitraum | Zylinder        | Leistung                 | Radstand (mm) |
| ------------------ | ----------- | --------------- | ------------------------ | ------------- |
| Steam Runabout     | 1899–1904   | 2 Reihe (Dampf) |                          |               |
| Steam Buggy        | 1901–1902   | 2 Reihe (Dampf) |                          |               |
| Steam Locosurrey   | 1901–1904   | 2 Reihe (Dampf) |                          | 1905–2363     |
| Steam Locotrap     | 1902        | 2 Reihe (Dampf) |                          |               |
| Steam Locodilivery | 1902        | 2 Reihe (Dampf) |                          |               |
| A                  | 1902–1904   | 2 Reihe (Dampf) |                          | 2159          |
| B                  | 1902–1904   | 2 Reihe (Dampf) |                          | 2007          |
| C                  | 1903–1904   | 2 Reihe         | 9–12 bhp (6,6–8,8 kW)    | 1930          |
| D                  | 1903–1905   | 4 Reihe         | 16–25 bhp (11,8–18,4 kW) | 2184–2438     |
| Dos-a-Dos          | 1903–1904   | 2 Reihe (Dampf) |                          | 2007          |
| E                  | 1905–1908   | 4 Reihe         | 20 bhp (14,7 kW)         | 2337–2946     |
| H                  | 1905–1907   | 4 Reihe         | 35 bhp (26 kW)           | 2692–3048     |
| F                  | 1905        | 4 Reihe         | 45 bhp (33 kW)           | 2794          |
| Special            | 1906–1907   | 4 Reihe         | 90 bhp (66 kW)           | 2794          |
| I                  | 1908        | 4 Reihe         | 40 bhp (29 kW)           | 3124          |
| 30 (L)             | 1909–1913   | 4 Reihe         | 30–32 bhp (22–23,5 kW)   | 3048          |
| 40 (I)             | 1909–1910   | 4 Reihe         | 40 bhp (29 kW)           | 3124          |
| 48 (M)             | 1910–1929   | 6 Reihe         | 48–103 bhp (35–76 kW)    | 3175–3607     |
| 38 (R)             | 1913–1918   | 6 Reihe         | 43 bhp (32 kW)           | 3048–3556     |
| Junior 8           | 1925–1927   | 8 Reihe         | 66 bhp (48,5 kW)         | 3150          |
| 90                 | 1926–1929   | 6 Reihe         | 86 bhp (63 kW)           | 3505          |
| 8-80               | 1927–1928   | 8 Reihe         | 90 bhp (66 kW)           | 3302          |
| 88                 | 1929        | 8 Reihe         | 115 bhp (84,6 kW)        | 3302          |

## Pkw-Produktionszahlen
| Jahr  | Produktionszahl |
| ----- | --------------- |
| 1899  | 337             |
| 1900  | 767             |
| 1901  | 1.561           |
| 1902  | 2.750           |
| 1903  | 1.897           |
| 1904  | 927             |
| 1905  | 688             |
| 1906  | 723             |
| 1907  | 627             |
| 1908  | 1.000           |
| 1909  | 1.000           |
| 1910  | 1.000           |
| 1911  | 1.000           |
| 1912  | 1.000           |
| 1913  | 1.000           |
| 1914  | 1.000           |
| 1915  | 1.000           |
| 1916  | 1.000           |
| 1917  | 1.000           |
| 1918  | 627             |
| 1919  | 429             |
| 1920  | 1.000           |
| 1921  | 721             |
| 1922  | 221             |
| 1923  | 116             |
| 1924  | 230             |
| 1925  | 828             |
| 1926  | 2.586           |
| 1927  | 2.037           |
| 1928  | 1.112           |
| 1929  | 327             |
| Summe | 30.511          |

Quelle: 